# Sushi shuolüe
Das chinesische Buch Sushi shuolüe (chinesisch: 素食说略; Pinyin: Sùshí shuōlüè; deutsch: Kurze Skizze über vegetarisches Essen) wurde gegen Ende der Qing-Dynastie von Xue Baochen (薛宝辰) verfasst.
In dem Buch werden kurz und bündig Kenntnisse, Kochkunst und Zubereitungsmethoden zu über 170 Arten von Gemüsen, Früchten, Bohnenprodukten sowie „Hauptnahrungsmitteln“ (zhǔliáng 主粮) mitgeteilt. Gerichte aus Shaanxi und Peking bilden den Schwerpunkt, für die Erforschung der vegetarischen Küche in Nordwestchina und Nordchina enthält das Buch wichtiges Material.

## Autor
Der Verfasser stammt aus Chang’an in Shaanxi, er war Mitglied der Hanlin-Akademie.

## Ausgaben
Das Werk erschien zuerst 1926 in Xi’an, eine moderne Ausgabe ist in der modernen Buchreihe Zhongguo pengren guji congkan, Peking: Zhongguo shangye chubanshe, 1985, enthalten.